# Carolina Muzzilli
Carolina Muzzilli (Buenos Aires, 17 de noviembre de 1889-Bialet Massé, 23 de marzo de 1917) fue la primera mujer nombrada funcionaria del departamento industrial de las Chacras, en Argentina. Trabajó durante toda su corta vida para mejorar las condiciones de trabajo en las fábricas y en los lugares de trabajo en la Argentina.

## Carrera
Hija de obreros emigrados de Italia, nació en un hogar obrero, viviendo en un conventillo de la zona sur de la ciudad de Buenos Aires. Convivía en una misma habitación con varios hermanos y tías. Estas parientes, lectoras de folletines, habían elegido su nombre de pila en honor a la escritora italiana Carolina Invernizio (1851-1916). Estudió en una Escuela Normal (para maestras).
Muzzilli, denunció las condiciones de trabajo de las mujeres que trabajaban en el diario La Prensa.
Participó en manifestaciones callejeras y mítines públicos, arengando a gritos a los trabajadores.
Fue una notable militante feminista.

La mujer aristocrática y la mujer proletaria son igualmente víctimas. Llegó la hora de que la mujer argentina reconozca que no es inferior al varón, e que incluso si tiene una misión diferente, se le deben restaurar sus derechos civiles y naturales.
Carolina Muzzilli

Ella era crítica de la élite superior, que hablaba mucho y no hacía nada acerca del tema de la explotación de las mujeres y de los niños trabajadores. Estaba contra el feminismo que ella llamaba «deportivo», una práctica elitista con enfoque conservador hacia el feminismo, meramente reformista.

Yo llamo feminismo de diletantes a aquel que solo se interesa por la preocupación y el brillo de las mujeres intelectuales. [...] Es hora de que ese feminismo deportivo deje paso al verdadero, que debe encuadrarse en la lucha de clases. De lo contrario será un movimiento elitista, llamado a proteger solo a aquellas mujeres que hacen de la sumisión una renuncia a su derecho a una vida mejor. Abomino de la humildad por el simple motivo de mi apoyo a quienes exigen bienes que les corresponden simplemente por vivir en un país donde se recita que «todos son iguales ante la ley».
Carolina Muzzilli

El diputado Alfredo Palacios ―del Partido Socialista― la impulsó a participar en conferencias en los centros socialistas con el mandato de organizar a las mujeres en los medios gráficos.
El informe que generó Muzzilli sobre la situación de las mujeres en las fábricas fue el soporte de la defensa de la mujer que emprendió Alfredo Palacios ante el Congreso Nacional.
En 1906, Muzzilli fue fundamental en la promulgación de leyes para proteger a los trabajadores mediante la participación activa en las actividades de la Sociedad de Beneficencia.
En 1907, cuando en Uruguay se legalizó el divorcio, Muzzilli exigió que se promulgara una ley de divorcio también en Argentina.
Llegó incluso a elaborar un proyecto de ley de divorcio en el Centro Socialista Femenino, junto con Fenia Chertkoff (1869-1927).

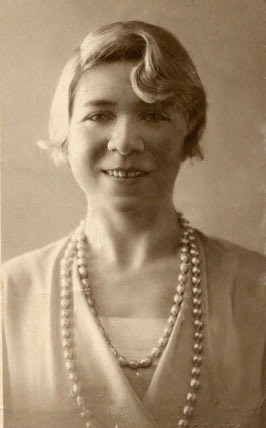
La poeta Alfonsina Storni (1892-1938).

El escritor paranaense Manuel Gálvez (1882-1962), en sus recuerdos literarios, cuenta que por primera vez en Buenos Aires vio que en una reunión literario-política ―a la que solo asistían hombres―, en una ocasión estuvieron presentes dos mujeres: una era la poetisa modernista Alfonsina Storni y la otra «una muchacha socialista, Carolina Muzzilli, que tenía aspecto de obrera, escribiría un valioso libro sobre el trabajo de las mujeres, y moriría tuberculosa varios años más tarde».
En 1909, a los 19 años de edad, se afilió al Partido Socialista.
Comenzó a actuar en la Agrupación Femenina del partido.
Ese año (1909) representó al Centro Femenino Socialista en la Liga Internacional de Empleadas Domésticas.
En 1910 participó en el congreso de universitarias argentinas donde sobresalió por sus discursos combativos.
Se integró al grupo de pioneras de esa avanzada feminista que formaban, entre otras,
Raquel Camaña,
Adelina Di Carlo,
Alicia Moreau,
Elvira Rawson y
Alfonsina Storni.
Fue amiga de los principales dirigentes socialistas argentinos.
Carolina Muzzilli disertó en el Congreso nacional, invitada por la doctora Elvira Rawson (1867-1954).

Los espíritus timoratos temen la destrucción de la familia. Sin embargo, el divorcio constituiría el modo de preservarla dándoles a dos seres infelices la oportunidad de constituir nuevamente verdaderos hogares. [...] ¿Por qué negarle a la mujer si es joven que satisfaga su suprema aspiración formando un nuevo hogar? ¿Por qué negarle el derecho de gozar de las dulzuras de la intimidad de su casa siendo de nuevo esposa y madre? ¿Por qué negarle al hombre que constituya un nuevo hogar en donde imponga la paz, el amor, sustrayéndolo así de frecuentar lugares licenciosos?
Carolina Muzzilli

Entre el 19 y el 22 de mayo de 1910 se celebró en Buenos Aires el Primer Congreso Femenino Internacional ―organizado principalmente por el Centro Socialista Femenino, en el que militaba Muzzilli―.
Como representantes de Argentina participaron las primeras médicas y educadoras, pioneras y luchadoras por la igualdad de derechos, como Cecilia Grierson, Julieta Lanteri, Elvira Rawson, Alicia Moreau, Petrona Eyle, Sara Justo y Fenia Chertkoff de Repetto. No se permitió la presencia de varones. En su discurso, Muzzilli declaró:

La mujer en la sociedad actual [...] carece de voluntad propia, teniéndosela y habiéndosela tenido en un estado de inferioridad, como si la Naturaleza, al darle lo que la rodea de luminosidad ―la maternidad―, la hubiese sellado con una marca indeleble de ignominia.
Carolina Muzzilli

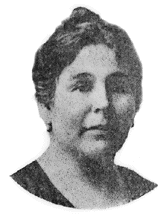
Elvira Rawon (1867-1954).

A pesar de ser una de las feministas más combativas de la época, Muzzilli creía que la misión «sublime» de las mujeres era la maternidad, y que la realización personal de la mujer estaba atravesada por su función dentro del hogar.
Pero finalmente Elvira Rawson expresó una opinión disidente, y la ley no se llevó adelante.
En 1912, Muzzilli tomó la causa de las mujeres que trabajaban en la lavandería La Higiénica en pésimas condiciones de salud:

Al hablar de lavaderos mecánicos, donde ―indistintamente, en todos― las condiciones de labor son desesperantes, no es posible callar ante la forma inhumana en que trabajan las obreras del lavadero La Higiénica. En el año 1912 se reunía en el salón de la Federación Gráfica Bonaerense un grupo numeroso de mujeres trabajadoras de este establecimiento, declaradas en huelga. Pobres y escuálidas mujeres todas, marcadas con el estigma de las privaciones y del trabajo excesivo. Variaba la edad de ellas entre los doce y los cincuenta años. Nombraron para asesorarlas ante la gerencia del establecimiento a la doctora Julieta Lanteri Renshaw, a Enrique Barca y a la que escribe estas líneas.
Oímos de labios de las huelguistas la narración de las condiciones en que realizan su trabajo... siendo realmente horribles. Y no es que ellas mintieran, por cuanto hemos podido comprobarlo. Obligadas a trabajar, las de la sección lavado, en pisos húmedos, en invierno tiritando de frío y en verano haciéndoseles insoportable la atmósfera debido al va-por de agua que se desprende de los cilindros, son constantemente azuzadas por los inspectores, recibiendo frecuentemente empellones, y soportan una jornada de labor de ¡9 a 11 horas! No gozan de las dos horas reglamentarias que determina la ley para el almuerzo.
Pero hay aún más: las de la sección planchado, debido a la alta temperatura, en verano se desmayan con frecuencia, pero ―lejos de auxiliarlas―, el inspector, reloj en mano, comprueba la duración del síncope a fin de que la obrera complete la jornada de labor. Los comentarios huelgan, máxime si tenemos en cuenta que entre los miembros del directorio que más se opusieran a las justas reclamaciones de las obreras la mayoría son militantes católicos, acostumbrados a llevar el palio en las procesiones.
Carolina Muzzilli

El 14 de septiembre de 1912 dio una conferencia acerca del divorcio, patrocinada por la Liga Pro Derechos de la Mujer y el Niño “Unione e Benevolenza”.
En 1913, Muzzilli participó en el Congreso del Niño, donde se destacó por tres trabajos presentados:
- La madre y el menor obrero.
- El trabajo de la mujer y los niños.
- El alcoholismo.[1]

Ese mismo año (1913) presentó en la exposición de Gante (Bélgica) un trabajo titulado El trabajo femenino que fue premiado. Otra monografía, "El trabajo de las mujeres y los niños de nuestro país", fue galardonado en la exposición de San Francisco (California), en 1915.
En esta época publicó en la revista Humanidad Nueva, revista del Ateneo Popular, cuya secretaria era Alicia Moreau, donde publicaban textos de Anatole France, Manuel Ugarte, Alfredo Palacios, Enrique del Valle Iberlucea, y los italianos María Montessori y Antonio Labriola.
Era admiradora del teatro, y desde las páginas de Humanidad Nueva reflejó su admiración por Florencio Sánchez (1875-1910).
En 1915 fue contratada ―aunque sin goce de sueldo― como inspectora del Departamento Nacional de Higiene y Trabajo. En sus inspecciones defendió sin claudicación los derechos de la mujer y del niño obrero.
Fue la primera mujer funcionaria de ese departamento federal.
Trabajó en el desarrollo de programas de salud pública para combatir la tuberculosis.
Recorría talleres y fábricas, y entrevistaba a las obreras acerca de su salario, el número de horas que trabajaban, las condiciones de trabajo, la contaminación del ambiente. En los lugares donde no le permitían entrar en contacto con las obreras, se empleaba ella misma, sometiéndose a rigores que terminaron enfermándola de tuberculosis.
En 1916 trabajó en la campaña para el Partido Socialista.
Aunque no tuvo oportunidades de formación académica alguna, en 1916 llegó a fundar y dirigir el periódico Tribuna Femenina, que mantenía mediante su trabajo como costurera industrial.
En la revista publicaba sus ensayos y monografías, varios de ellos premiados en congresos nacionales e internacionales sobre la protección de la mujer.
En su trabajo para la revista, tomó parte activa en los programas de educación para las trabajadores de la industria textil y tabacalera en particular, ya que las condiciones de salud en esas industrias eran deplorables; ella proyectaba este problema como un conflicto de lucha de clases.
Envió sus escritos a congresos internacionales y publicó folletos y dos libros: El trabajo femenino (1916) y El divorcio (1912). Después de su muerte se publicó su tercer libro: Por la salud de la raza.
Estrenó una obra de teatro en el antiguo teatro Variedades del barrio Constitución. Sus escritos fueron elogiosamente comentados por diarios y revistas.

## Fallecimiento
A principios de 1917, enferma de tuberculosis, viajó a la provincia de Córdoba para aprovechar el clima seco de las sierras. Desde principios del siglo XX, en Argentina era una práctica usual que los tuberculosos fueran internados en el Hospital Colonia Santa María de Punilla, cerca de la localidad serrana de Bialet Massé (Córdoba), donde el clima benigno y seco se consideraba beneficioso para la salud de la persona con tuberculosis.
Mientras estaba allí le publicaron una serie de artículos en el periódico socialista La Vanguardia.
Muzzilli falleció en el hospital el 23 de marzo de 1917, a los 27 años de edad.